# Calila i Dimna

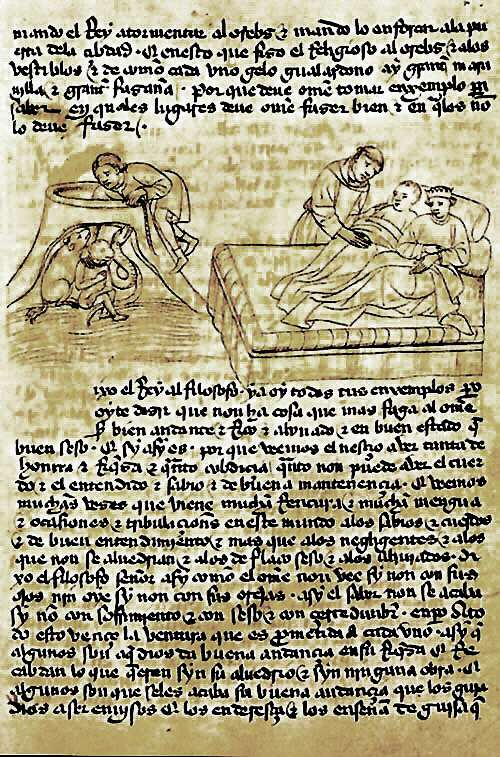
Manuscrit del Calila e Dimna castellà

Calila i Dimna (en àrab: کـَـلیله وَ دِمـنه Kalila wa-Dimna) és el títol de la versió àrab d'una col·lecció de faules d'origen indi, algunes de les quals coincideixen amb diverses faules del Panchatantra.
La col·lecció fou traduïda al segle vi del sànscrit al pahlavi, i Ibn al-Muqaffa’ en feu la versió àrab al segle viii, la qual serví de base a les nombroses traduccions posteriors. És especialment coneguda la traducció castellana, que fou feta traduir per Alfons X el Savi l'any 1251 amb el títol "Calila e Dimna".
Les faules tenen intenció moralitzant i són protagonitzades per animals que representen situacions humanes. Es poden enquadrar dins el gènere espills de prínceps, ja que un lleó que governa la resta d'animals rep consells del seu servent, un bou. Els dos animals que donen títol a l'obra són xacals.